# Корсини, Пьетро
Пьетро Корсини (итал. Pietro Corsini; ок. 1335, Флоренция, Флорентийская республика — 16 августа 1405, Авиньон, Папская область) — итальянский куриальный кардинал. Епископ Вольтерры с 18 марта 1362 по 1 сентября 1363. Епископ Флоренции с 1 сентября 1363 по 7 июня 1370. Декан Священной Коллегии Кардиналов с 1388 по 16 августа 1405. Кардинал-священник с титулом церкви Сан-Сан-Лоренцо-ин-Дамазо 7 июня 1370 по 1374. Кардинал-епископ Порто-Санта Руфина с 1374 по 16 августа 1405.

## Ранние годы
Родился Пьетро Корсини около 1335 года, во Флоренции, Флорентийская республика. Пятый ребенок Томмазо Корсини (ди Дуччо) и его второй жены, Гиты дельи Альбицци. Кузен Андрея Корсини, будущего святого. Его называли кардиналом Флорентийским.
Пьетро Корсини получил докторскую степень в каноническом праве.
Когда и где был рукоположен в священника информация отсутствует. Аудитор Священного дворца в Авиньоне. Викарий форейнский Сен-Мари-де-Монтеминьяо, епархия Фьезоле.

## Епископ
18 марта 1362 года Пьетро Корсини был избран епископом Вольтерры. Где, когда и кем был рукоположен в епископы информация была не найдена. Папский легат в Германии. По возвращении из Германии, 1 сентября 1363 года, Корсини был переведен во Флоренцию, которую занимал епархию до своего возведения в кардиналы.

## Кардинал
Возведён в кардинала-священника с титулом церкви Сан-Лоренцо-ин-Дамазо на консистории от 7 июня 1370 года. 
Участвовал в Конклаве 1370 года, который избрал Папу Григория XI. Папский легат перед рыцарями Родоса. 
Кардинал Пьетро Корсини был избран для сана кардиналов-епископов и субурбикарной епархии Порто-Санта Руфина в 1374 году. Ему была поручена реформа дисциплины всех религиозных общин Италии. 
Участвовал в Конклаве 1378 года, который избрал Папу Урбана VI. Он присутствовал, но не голосовал, на антиконклаве в сентябре 1378 года, который избрал антипапу Климента VII. Прибыл в Авиньон 30 сентября 1381 года, присоединившись к повиновению антипапы Климента VI. Он поселился в Авиньоне до мая 1386 года. Архидиакон Йорка, в 1383 — 1387 годах. 
Декан Священной Коллегии Кардиналов с 1388 году. Участвовал в антиконклаве 1394 года, который избрал антипапу Бенедикта XIII. 
Кардинал Пьетро Корсини написал жизниописание нескольких пап, книги проповедей и небольшие произведения для прекращения раскола, все его работы были утеряны.
Скончался кардинал Пьетро Корсини 16 августа 1405 года, в Авиньоне. Похоронен в церкви августинцев в Авиньоне, позднее его останки были перенесены во Флорентийский собор, где всё ещё можно увидеть его портрет и эпитафии, инвентарная опись его движимого имущества находится в архивах Ватикана.